# Bembecia hofmanni
Bembecia hofmanni is een vlinder uit de familie wespvlinders (Sesiidae), onderfamilie Sesiinae.
Bembecia hofmanni is voor het eerst wetenschappelijk beschreven door Kallies & Špatenka in 2003. De soort komt voor in het Palearctisch gebied.